# Championnat de Colombie de football 1964
Navigation
Saison précédente Saison suivante
La saison 1964 du Championnat de Colombie de football est la dix-septième édition du championnat de première division professionnelle en Colombie. Les treize meilleures équipes du pays sont regroupées au sein d'une poule unique, où elles s'affrontent quatre fois, deux fois à domicile et deux fois à l'extérieur. À l'issue de la compétition, il n'y a ni promotion, ni relégation.
C'est le CD Los Millonarios, triple tenant du titre, qui remporte à nouveau la compétition, après avoir terminé en tête du classement final, avec un seul point d'avance sur le Cucuta Deportivo et trois sur l'Independiente Medellin. C'est le neuvième titre de champion de l'histoire du club, qui devient le premier de l'histoire du championnat à remporter quatre titres consécutifs.
Le 19 juin 1964, la fédération colombienne de football est créée, afin de gérer le championnat professionnel. Cependant, plusieurs régions du pays refusent de passer sous l'égide de la nouvelle fédération, car l'ancien organisme qui gérait jusqu'à présent le championnat, l'Adefutbol, avait l'approbation de la FIFA. À cause de ce désaccord, les équipes colombiennes ne participent pas aux saisons 1965 et 1966 de la Copa Libertadores. De plus, lors des éliminatoires de la Coupe du monde 1966, c'est une équipe amateur du nord du pays qui représente la Colombie, en lieu et place de l'équipe nationale. 

## Les clubs participants
| - Independiente Santa Fe - CD Los Millonarios - Deportes Tolima - Atlético Bucaramanga - Once Caldas - Independiente Medellin - Unión Magdalena | - Atlético Nacional - Deportivo Pereira - América de Cali - Cucuta Deportivo - Deportes Quindio - Deportivo Cali |

## Compétition
Le barème utilisé pour établir le classement est le suivant :
- Victoire : 2 points
- Match nul : 1 point
- Défaite : 0 point

### Classement
| Rang | Équipe                 | Pts | J  | G  | N  | P  | Bp | Bc | Diff |
| ---- | ---------------------- | --- | -- | -- | -- | -- | -- | -- | ---- |
| 1    | CD Los MillonariosT    | 57  | 48 | 21 | 15 | 12 | 87 | 72 | +15  |
| 2    | Cúcuta Deportivo       | 56  | 48 | 19 | 18 | 11 | 79 | 57 | +22  |
| 3    | Independiente Medellín | 54  | 48 | 19 | 16 | 13 | 85 | 73 | +12  |
| 4    | Deportes Quindío       | 52  | 48 | 18 | 16 | 14 | 81 | 68 | +13  |
| 5    | Deportivo Cali         | 51  | 48 | 15 | 21 | 12 | 83 | 71 | +12  |
| 6    | Independiente Santa Fe | 48  | 48 | 17 | 14 | 17 | 89 | 85 | +4   |
| 7    | Deportivo Pereira      | 48  | 48 | 15 | 18 | 15 | 74 | 67 | +7   |
| 8    | América de Cali        | 48  | 48 | 15 | 18 | 15 | 71 | 70 | +1   |
| 9    | Atlético Nacional      | 47  | 48 | 17 | 13 | 18 | 85 | 82 | +3   |
| 10   | Unión Magdalena        | 44  | 48 | 16 | 12 | 20 | 78 | 93 | -15  |
| 11   | Deportes Tolima        | 41  | 48 | 12 | 17 | 19 | 63 | 84 | -21  |
| 12   | Once Caldas            | 40  | 48 | 13 | 14 | 21 | 64 | 94 | -30  |
| 13   | Atlético Bucaramanga   | 38  | 48 | 11 | 16 | 21 | 63 | 86 | -23  |

|  | Champion de Colombie 1964 |
|  | T: Tenant du titre        |

## Bilan de la saison
| Championnat de Colombie de football 1964 |                               |
| Champion                                 | CD Los Millonarios (9e titre) |
| Qualifications continentales             |                               |
| Copa Libertadores 1965                   | Aucun                         |
| Promotions et relégations                |                               |
| Promus en Primera A                      | Aucun                         |
| Relégués en Primera B                    | Aucun                         |